# Sur la route de Dijon
Sur la route de Dijon est une marche militaire du XVIIe siècle ou XVIIIe siècle, devenue très populaire en France au XIXe siècle. Elle est reprise par les militaires pendant les guerres coloniales. Elle est notamment reprise, en 1984, dans le cadre de la rubrique Discopuce de l'émission Récré A2, par l'animatrice et chanteuse Dorothée et les Récréamis (Ses amis animateurs de Récré A2), dans une version arrangée et orchestrée par le musicien Gérard Salesses, et cette version paraît sur le 8ème 45 tours livre disque et le 4ème album de la collection Le jardin des chansons, collection associée à la rubrique Discopuce, tous deux sortis chez AB Productions cette année-là.

En 1964, Georges Brassens fait allusion à la chanson dans son titre La route aux quatre chansons, sorti sur son 10ème album, comprenant sa chanson Les copains d'abord.

En 1967, Anne Vanderlove s'en inspire pour le texte de sa chanson La fontaine de Dijon, disponible sur son deuxième 45 tours 4 titres sorti chez Pathé-Marconi EMI et ayant pour titre principal Les souvenirs.

## Présentation
- Chanson traditionnelle de France.
- Musique : traditionnelle
- Régions : Bourgogne
- Mode: monophonie
- Licence : Domaine public.
- Catégorie :  Chanson française.

## Paroles
Sur la route de Dijon,
La belle digue di
La belle digue don
Il y avait une fontaine
La digue dondaine
Il y avait une fontaine
Aux oiseaux, aux oiseaux.
Près d'elle un joli tendron
La belle digue di
La belle digue don
Pleurait comme une Madeleine
La digue dondaine
Pleurait comme une Madeleine
Aux oiseaux, aux oiseaux.
Vint passer un bataillon
La belle digue di
La belle digue don
Qui chantait à perdre haleine
La digue dondaine
Qui chantait à perdre haleine
Aux oiseaux, aux oiseaux.
Belle comment vous nomme-t-on ?
La belle digue di
La belle digue don
On me nomme Marjolaine
La digue dondaine
On me nomme Marjolaine
Aux oiseaux, aux oiseaux.
Marjolaine c'est un doux nom
La belle digue di
La belle digue don
S’écria le capitaine
La digue dondaine
S’écria le capitaine
Aux oiseaux, aux oiseaux.
Marjolaine, qu'avez-vous donc ?
La belle digue di
La belle digue don
Messieurs j'ai beaucoup de peine
La digue dondaine
Messieurs j'ai beaucoup de peine
Aux oiseaux, aux oiseaux.
Parait que tout le bataillon
La belle digue di
La belle digue don
Consola la Marjolaine
La digue dondaine
Consola la Marjolaine
Aux oiseaux, aux oiseaux.
Quand vous pass'rez par Dijon
La belle digue di
La belle digue don
Allez boire à la fontaine
La digue dondaine
Allez boire à la fontaine
Aux oiseaux, aux oiseaux.
Variante des deux derniers versets
Ça consolera Marjolaine
Aux oiseaux, aux oiseaux.

## Historique
Elle a été interprétée en 1958 par les Quatre Barbus et Lucienne Vernay. En 1984, Dorothée la reprend dans le volume 4 de son album Le jardin des chansons.
Georges Brassens, dans La route aux 4 chansons, fait référence à Sur la route de Dijon, ainsi qu'à Sur le pont d'Avignon, Dans les prisons de Nantes, et Auprès de ma blonde, trois autres chansons traditionnelles françaises.
Anne Vanderlove, dans "la fontaine de Dijon", fait également de larges allusions à cette chanson.
La publicité pour la mayonnaise de Dijon Amora reprend l'air de la chanson  jusque dans les années 1980.

## Variantes
La version enfantine soustrait généralement le couplet Parait que tout le bataillon/La belle digue di/La belle digue don/Consola la Marjolaine du fait du caractère paillard de ce passage.